# Корени (Кировская область)
 Корени  — опустевшее село в Кумёнском районе Кировской области в составе Вожгальского сельского поселения.

## География
Расположено на расстоянии примерно 20 км на юго-восток от районного центра поселка Кумёны.

## История
Известно было с 1710 года как починок Кореневской с 1 двором, в 1764 36 жителей, в 1873 году здесь (деревня Кореневская) дворов 4 и жителей 24, в 1905 (уже село Илейское или Корени) 10 и 54, в 1926 20 и 72, в 1950 15 и 46, в 1989 оставался 1 житель. Современное название закрепилось с 1939 года. Казанско-Богородицкая деревянная церковь построена была в 1893 году.

## Население
Постоянное население не было учтено как в 2002 году, так и в 2010.